# Phlox albomarginata
Phlox albomarginata är en blågullsväxtart. Phlox albomarginata ingår i släktet floxar, och familjen blågullsväxter.

## Underarter
Arten delas in i följande underarter:
- P. a. albomarginata
- P. a. diapensioides